# 梶文秋
梶 文秋（かじ ふみあき、1948年〈昭和23年〉11月4日 - ）は、日本の政治家。石川県輪島市長（4期）、旧輪島市長（2期）、旧輪島市議会議員（2期）を歴任。

## 経歴
石川県鳳至郡輪島町鳳至町（現・輪島市鳳至町）生まれ。1967年3月、石川県立輪島高等学校卒業。民間会社を経て、1971年4月に輪島市役所に採用される。
1991年4月、輪島市議会議員に初当選。1995年、市議に再選。
1998年4月、旧輪島市長に初当選。2002年、再選。
2006年2月1日、旧輪島市と鳳珠郡門前町が合併し、新輪島市が誕生。これに伴って3月19日に行われた市長選に当選。2010年、再選。2014年、無投票により3選。
2018年3月、自民党・公明党の推薦を受けて立候補し、元市職員の林平成人を67票差で破り4選（梶：8,389票、林平：8,322票）。
2021年6月22日、2022年3月に行われる市長選には出馬せず、旧輪島市長時代も含めて6期24年で勇退を表明し、2022年3月18日をもって退任。
2022年11月3日、秋の叙勲において、旭日中綬章を受章した。

## 産廃処理場誘致を巡る動き
経済効果や市の財政負担軽減を目的に輪島市門前町大釜地区で建設を目指している産業廃棄物処理施設に対し、環境問題の立場から建設に反対する住民団体の請求に基づいて、処理場建設の賛否を問う住民投票が2017年2月19日に行われる事になった。この住民投票に際し、処理場建設を推進する立場の梶市長は「投票に行かないのも一つの意思表示」との考えを示し、住民投票不成立を狙って棄権を呼びかける運動を行った自民系最大会派である「拓政会」の動きに賛同する姿勢を示した。結果、住民投票の投票率は42.02％と成立要件である50％を越えなかったため、住民投票は不成立となり、開票は行われなかった。